# Okužba sečil
Vnetje sečil je bakterijska okužba, ki prizadene del sečil. Vnetje v spodnjem delu sečil je znano kot preprosti cistitis (okužba mehurja), kadar se loti zgornjih sečil, pa ga poznamo kot pielonefritis (okužbo ledvic).  Znaki obolenja spodnjega urinarnega trakta so med drugim boleče uriniranje in ali pogosto uriniranje ali sila po uriniranju (ali oboje), pri pielonefritisu pa poleg simptomov obolenja spodnjega dela vročina in  bolečine v ledjih. Pri starejših in zelo mladih so lahko simptomi nejasni ali pa nespecifični. Glavni povzročitelj obeh vrst obolenja je Escherichia coli, druge bakterije, virusi ali glive so lahko le redko vzrok.
Okužbe sečil se pojavljajo pogosteje pri ženskah kot pri moških, pri čemer je polovica žensk imela okužbo najmanj enkrat v svojem življenju. Do ponovitev pride pogosto.  Dejavniki tveganja so ženska anatomija, spolni odnosi in družinska zgodovina. Pielonefritis, če do njega pride, po navadi sledi vnetju mehurja, lahko pa tudi izhaja iz s krvjo prenesene okužbe. Diagnoza pri zdravih mladih ženskah lahko temelji zgolj na bolezenskih znakih. Pri osebah z nejasnimi simptomi diagnoze ni vedno lahko postaviti, ker so bakterije lahko prisotne, ne da bi do vnetja prišlo. V zapletenih primerih ali če je zdravljenje neuspešno, lahko pomaga kultura na osnovi urina. Pri ljudeh s pogostimi okužbami, lahko antibiotiki v nizki dozi pomagajo kot zaščitni ukrep.
V nezapletenih primerih je okužbe sečil mogoče enostavno pozdraviti s kratko kuro na osnovi antibiotikov, čeprav se s tem povečuje odpornost na številne antibiotike, ki se uporabljajo za zdravljenje te bolezni. V zapletenih primerih je morda potrebno dolgotrajnejše zdravljenje ali pa intravensko dajanje zdravil; če se simptomi ne izboljšajo v dveh ali treh dneh, je potrebno dodatno diagnostično testiranje. Pri ženskah so vnetja sečil najpogostejša oblika okužbe z bakterijami, saj letno pri 10 % pride do okužbe urinarnega trakta.

## Znaki in simptomi
Okužba spodnjega urinarnega trakta je znana tudi kot vnetje mehurja.  Najpogostejši simptomi so  pekoč občutek pri mokrenju in  pogosto mokrenje (ali potreba po uriniranju), odsotnost  izcedka iz nožnice in znatne bolečine. Ti simptomi se lahko blagi, pa tudi hudi, in pri zdravih ženskah trajajo povprečno šest dni. Prisotna je lahko tudi bolečina nad sramno kostjo ali bolečine v spodnjem delu hrbta.  Pri ljudeh z okuženjem zgornjega urinarnega trakta ali pielonefritisom se lahko - poleg klasičnih simptomov okužbe spodnjega dela urinarnega trakta -  pojavijo bolečine v ledjih, vročina, ali slabost in bruhanje. Le redko se v seču pojavi kri  ali vidno gnoj (t. i. piurija).

### Pri otrocih
Pri majhnih otrocih je lahko edini simptom okužbe sečil povišana telesna temperatura. Zaradi pomanjkanja bolj očitnih simptomov številna zdravniška združenja v primeru, da ima prizadeti otrok vročino, priporočajo kulturo na seču pri deklicah, mlajših od dveh let, in pri neobrezanih fantkih, mlajših kot eno leto.  Dojenčki se lahko da slabo hranijo, bruhajo, spijo nad mero  ali pa kažejo znake zlatenice. Pri starejših otrocih lahko pride do inkontinence (izgube nadzora nad sečnim mehurjem).

### Pri starejših
Simptomi za vnetje sečil so pri starejših pogosto odsotni. Vzrok za inkontinenco pri njih ni nujno jasen, saj sta spremenjeno poöutje in utrujenost pri njih edina znaka bolezni.  Pri nekaterih je sepsa, to je okuženje krvi, prvi jasen znak okužbe. Diagnozo lahko zaplete dodatno dejstvo, da pri mnogih starejši ljudeh inkontinenca že obstaja ali pa da so a priori dementni.

## Vzrok
E. coli je vzrok za 80-85 % okužb sečil, Staphylococcus saprophyticus pa ostalih  5-10 %. Bolezen je le redko  posledica virusne ali glivične okužbe. Drugi povzročitelji bakterijskega izvora so med drugim: Klebsiella, Proteus, Pseudomonas in Enterobacter.  Gre za redke primere, ki so običajno povezani z nepravilnostmi sečil ali urinsko kateterizacijo. Staphylococcus aureus kot vzrok za okužbo sečil se običajno pojavi drugotno ob okužbah krvi.

### Spolna aktivnost
Pri mladih spolno aktivnih ženskah je spolna aktivnost vzrok za 75-90 % okužb mehurja; tveganje za okužbo je odvisno od pogostnosti odnosov. Izraz "cistitis po medenem tednu" se tiče pogostih okužb sečil, do katerih po poroki. Pri ženskah  po menopavzi spolna aktivnost ne vpliva na tveganje za okužbo.  Uporaba Spermicida povečuje tveganje za nastanek okužb sečil, neodvisno od pogostnosti spolnih odnosov.
Ženske so k okužbi sečil bolj nagnjene kot moški, ker je pri njih sečnica precej krajša in bliže anusu. Kot se raven estrogena pri ženski zmanjša z menopavzo, se nevarnost za okužbo sečil zaradi izgube zaščitne vaginalne flore poveča.

### Urinarni katetri
Urinarna kateterizacija poveča tveganje za okužbo sečil. Tveganje za bakteriurijo (bakterije v urinu) je od tri do šest odstotkov na dan in profilaktični antibiotiki niso učinkoviti, kar se zmanjševanja simptomatske okužbe tiče. Tveganje za s posegom povezano okužbo lahko zmanjšamo tako, da katetriziramo samo, kadar je to nujno, da pori posegu uporabljamo aseptično tehniko in da skrbimo za to, da se kateter neovirano odvodnjava.

### Drugo
Predispozicija za okužbe mehurja je lahko da dedna.  Drugi dejavniki tveganja so sladkorna bolezen,  obrezanost in  povečana prostata. Kateri dejavniki stanje otežujejo, je precej nejasno, gre za anatomske predispozicije in funkcionalne ali presnovne nenormalnosti. Zaplet pri okužbi sečil je teže zdraviti, po navadi zahteva bolj agresivno ocenjevanje , zdravljenje in spremljanje stanja. Okužbe sečil so pri otrocih povezane z vesikoureteralnim refluksom (nenormalnim tokom seča od  mehurja v sečevode ali ledvice) in zaprtost.
Osebe s poškodbo hrbtenjače so izpostavljene večjemu tveganju za okužbo sečil, delno zaradi kronične uporabe katetra, delno zaradi disfukcije mokrenja. Pri tej populaciji je to najpogostejši vzrok za okužbo, kot tudi najpogostejši razlog za hospitalizacijo. Pri tej populaciji zgleda pitje soka iz brusnic ali jemanje dodatkov iz brusnic ne pomaga pri preprečevanju in zdravljenju vnetja.

## Patogeneza
Bakterije, ki povzročajo okužbe sečil, običajno pridejo v mehur skozi sečevod. Vendar pa lahko do okužbe pride tudi preko krvi ali limfe.  Menijo, da bakterije običajno pridejo v sečevod iz črevesa, pri tem je tveganje pri ženskah večje zaradi njihove anatomije.  Ko pride v mehur, se E. Coli lahko prilepi na steno mehurja in ustvari biofilm, ki je odporen proti imunskemu odzivu.

## Preventiva
Številni ukrepi potrjeno ne vplivajo na pogostnost vnetja: uporaba kontracepcijske tabletke ali kondoma, uriniranje takoj po spolnem odnosu, vrsta perila, ki se uporablja, metode osebne higiene po mokrenju ali opravljeni veliki potrebi, tudi ne, ali se prizadeta oseba običajno kopa ali prha. Podobno ni dokazov za učinek, če se zadržuje seč, uporablja tampon in če se izpira.
Osebam, ki imajo pogoste okužbe sečil in ki za kontracepcijo uporabljajo spermicid ali diafragmo, svetujejo uporabo alternativnih metod. Brusnice (sok ali kapsule) lahko zmanjšuje pojavnost pri tistih, ki imajo pogoste okužbe, vendar pa je dolgoročna toleranca vprašljiva, kajti pri več kot 30 % prihaja do gastrointestinalnih motenj. Uporaba dvakrat na dan je lahko da boljša kot enkrat dnevno. Leta 2011 je bila potrebna dodatna študija intravaginalnih probiotikov zahtevajo dodatno študijo, da bi se ugotovilo, ali so koristni. Uporaba kondoma brez spermicida ali uporaba kontracepcijske tablete tveganja za nezapleteno okužbo sečil ne povečuje.

### Zdravila
Za tiste s ponavljajočimi se okužbami je dolgotrajnejše jemanje dnevnih antibiotikov učinkovito. Zdravila, ki se pogosto uporabljajo, so med drugim nitrofurantoin in trimetoprim / sulfametoksazol.Metenamin jr tudi eno od zdravil za te namene, ker v mehurju, kjer je kislost nizka, tvori formaldehid, proti kateremu se odpornost ne more razviti. V primerih, ko so okužbe povezane s spolnim odnosom, je lahko da jemanje antibiotikov po odnosu koristno. Pri ženskah po menopavzi so ugotovili, da topikalni vaginalni estrogen zmanjšuje pogostnost ponovitev.  Za razliko od topikalnih krem, uporaba vaginalnega estrogena pri [pesar|pesarjih]] ni bil tako koristna kot pa nizki odmerki antibiotikov. Številna cepiva so bila leta 2011 predmet razvojnih raziskav.

### Pri otrocih
Dokazi, da  preventivno jemanje antibiotikov zmanjšuje okužbe sečil pri otrocih, so šibki.. Ponavljajoče vnetje sečil je le redko vzrok za dodatne težave z ledvicami, v kolikor ni z njimi povezanih nenormalnosti; pri kroničnih ledvičnih boleznih odraslih je tako vzrok za manj kot tretjino odstotka (0,33 %).

## Diagnoza
V enostavnih primerih sta diagnoza in zdravljenje možna zgolj na temelju znakov, brez nadaljnje laboratorijske potrditve.  V zapletenih ali spornih primerih je za potrditev diagnoze lahko koristna analiza seča, pri kateri se preverja prisotnost nitritov v seču, belih krvnih celic (levkocitov), ali levkocit esteraza.  Drugi test, mikroskopska analiza seča, preverja prisotnost eritrocitov, belih krvnih celic ali bakterij.   Kultura seča se šteje kot pozitivna, če je število bakterijskih kolonij nad 10 3 enot  na mL. Na teh kulturah se lahko testira tudi antibiotična občutljivost , tako da so uporabne pri izbiri zdravljenja z antibiotiki.  Vendar pa se ženskam z negativnimi kulturami stanje lahko še vedno izboljša z zdravljenjem z antibiotiki. Ker se lahko simptomi nejasni in brez zanesljivih testov za okužbe sečil, je diagnoza pri starejših osebah težka.

### Razvrstitev
Okužba urinarnega trakta lahko prizadene samo spodnji del sečil, v tem primeru gre za tako imenovano vnetje mehurja.  Po drugi strani so lahko vneta zgornja sečila, v tem primeru gre za tako imenovan pielonefritis.  Če seč vsebuje pomembno količino bakterij, vendar pa ni znakov bolezni, gre za stanje, znano kot asimptomatična bakteriurija. Če je okužen zgornji del sečil in če ima prizadeta oseba diabetes, oslabljen imunski sistem,če je noseča, če je moški, potem gre za zapleten primer bolezni. V nasprotnem primeru, če je ženska zdrava in če ni v menopavzi, gre za enostaven primer. Pri otrocih, pri katerih okužbo urinarnega trakta spremlja vročino, se bolezen šteje kot okužba zgornjega dela sečil.

### Pri otrocih
Da bi se pri otrocih diagnosticiralo okužbo sečil, je potrebna pozitivna urinska kultura.  Kontaminacija predstavlja pogosten problem, odvisno od uporabljene metode za jemanje vzorca, prag 10 105 CFU/mL se uporablja za "čisti ulov" iz sredine toka vzorca, 104 CFU/mL za vzorce iz katetra in 102 CFU/mL za vzorce, vzete neposredno iz mehurja z iglo.   Uporaba "urinskih vrečk" za zbiranje vzorcev se odsvetuje (tako Svetovna zdravstvena organizacija) zaradi visoke stopnje onesnaženosti ob gojenju; pri otrocih, ki še niso privajeni na stranišče, ima kateterizacija prednost. Nekateri, kot na primer Ameriško združenje pediatrov priporoča ultrazvočno preiskavo ledvic in cistouretrogram med mokrenjem (opazovanje sečevodov in sečnega mehurja z rentgenom) pri vseh otrocih z vnetjem sečil, ki so mlajši od dveh let.  Glede na to, da učinkovitega zdravljenja, če se pojavijo težave, ni, drugi strokovnjaki, kot recimo Državni inštitut za klinično odličnost, priporočajo le rutinsko slikanje za otroke, ki so mlajši od šest mesecev stara ki kažejo nenavadne znake.

### Diferencialna diagnoza
Pri ženskah z cervicitisom (vnetjem materničnega vratu) ali vaginitisom (vnetjem vagine) in pri mladih moških, ki imajo simptome, je lahko vzrok za vnetje Chlamydia trachomatis ali Neisseria gonorrheae. Vaginitis je lahko tudi posledica  glivične okužbe. Intersticijski cistitis (kronična bolečina v mehurju) lahko pride v poštev pri ljudeh, ki so doživeli več epizod z znaki vnetja, vendar pa so pri njih bile kulture na seču negativne in do izboljšanja z antibiotiki ni prišlo. Prostatitis (vnetje prostate), se lahko pri diferencialni diagnozi tudi pride v poštev.

### Spolni odnosi
Glavno orožje zdravljenja so antibiotiki. Fenazopiridin občasno predpisujejo v prvih nekaj dneh poleg antibiotikov, da pomaga proti pekočemu občutku in sili, ki jo je včasih čutiti pri vnetju mehurja. Vendar pa se iz varnostnih razlogov ne priporoča rutinsko, ker povečuje tveganje za methemoglobinemijo (zvišano raven metahemoglobina v krvi). Za vročino se lahko uporablja acetaminofen (paracetamol).
Ženske s preprostimi vnetji sečil, ki se ponavljajo, se lahko ob pojavu znakov bolezni zdravijo same, zdravnikova pomoč je potem potrebna samo v primeru, če začetno zdravljenje ne uspe.  Recept za antibiotike se lekarni lahko dostavi po telefonu.

### Enostavni primeri
Enostavna vnetja je mogoče diagnosticirati in zdraviti zgolj na temelju simptomov. Peroralni antibiotiki, kot so trimetoprim / sulfametoksazol (TMP / SMX), cefalosporini, nitrofurantoini ali  fluorokinoloni, vsi enako učinkoviti, bistveno skrajšajo čas do okrevanja. Tridnevno zdravljenje s trimetoprimom, TMP / SMX ali fluorokinolonom običajno zadostuje, nitrofurantoin potrebuje 5-7 dni. Ob zdravljenju se morajo simptomi izboljšati v 36 urah. Približno 50 % ljudi bo v nekaj dneh ali tednih ozdravelo. V Združenje za nalezljive bolezni ZDA fluorokinolonov kot prvega zdravila ne priporoča, ker za to vrsto zdravil obstaja nevarnost, da pride do  odpornosti. Kljub tej previdnosti je pri vseh teh zdravilih zaradi obsežne rabe prišlo do določene mere odpornosti. Za trimetoprim se v nekaterih državah šteje, da je enakovreden TMP / SMX. Otroci z enostavnim vnetjem se pogosto odzovejo na tridnevno zdravljenje z antibiotiki.

### Pielonefritis
Pielonefritis se obravnava bolj agresivno kot navadno okužbo mehurja, bodisi z dolgotrajnejšim jemanjem antibiotikov ali z intravenskim dajanjem zdravil. Sedemdnevno jemanje fluorokinolona ciprofloksacin se po navadi uporablja na področjih, kjer je stopnja odpornosti pod 10 %. Če so lokalne ravni rezistence nad 10 %, je pogosto predpiše intravensko dajanje ceftriaksona. Pri tistih, ki kažejo hujše simptome, bo morda potreben sprejem v bolnišnico. Do zapletov, kot so urinske zapore zaradi ledvičnih kamnov, lahko pride, če po dveh ali treh dneh zdravljenja ni znakov izboljšanja.

## Epidemiologija
Okužbe sečil so najpogostejše bakterijsko vnetje pri ženskah. Najpogosteje se pojavijo v starosti med 16 in 35 let, pri tem se letno okuži 10 % žensk, 60 % pa dobi okužbo vsaj enkrat v svojem življenju. Pogosto se ponovijo, skoraj polovica obolelih ponovno zboli za vnetjem v roku enega leta.  Do okužbe sečil pride do štirikrat pogosteje pri ženskah kot pri moških. Pielonefritis je pojavlja 20-30-krat manj pogosto. Vnetja so najpogostejši vzrok  bolnišničnih okužb - približno 40 % vseh primerov. Ravni asimptomatičnih bakterij v seču rastejo s starostjo, od  2-7 odstotkov pri ženskah v plodni dobi, do tudi 50 % pri ženskah v domovih za starejše.Pogostnost asimptomatičnih bakterij v urinu moških nad 75 let je med 7 in 10 %.
Okužbe sečil lahko prizadenejo 10 % ljudi v otroštvu. Med otroki so okužbe sečil so najpogostejše pri neobrezanih moških, mlajših od treh mesecev, sledijo ženske, mlajše od enega leta. Ocene pogostnosti med otroki pa se močno razlikujejo med seboj. V skupini otrok do starosti dveh let, ki imajo povišano telesno temperaturo, so pri dveh do 20 % ugotovili okužbo sečil.

## Družba in kultura
V Združenih državah Amerike okužbe sečil predstavljajo skoraj sedem milijonov ambulantnih obiskov, milijon  obiskov na urgenci ter sto tisoč hospitalizacij na leto. Strošek teh vnetij je pomemben tako v smislu izgubljenega časa pri delu in kot v smislu stroškov zdravstvene oskrbe.  V ZDA so neposredni stroški zdravljenja ocenjeni na 1,6 milijarde $ letno.

## Zgodovina
Okužbe sečil so bile opisane že v antiki, prvi dokazan opis bolezni je najti v Papirusu Ebers z dne do c. 1550 pred našim štetjem. Egipčani bolezen opisujejo kot "toploto, ki se širi iz mehurja". Do učinkovitega zdravljenja ni prišlo do razvoja in dostopnosti antibiotikov v 1930, pred tem se je priporočalo zelišča, puščanje krvi in podobno.

## V nosečnosti
Okužbe sečil so resnejša med nosečnostjo zaradi povečane nevarnosti, da pride do vnetja ledvic. Med nosečnostjo visoke ravni progesterona zvišujejo nevarnost za zmanjšan mišični tonus sečevodov in mehurja, kar ima za posledico, da urin lahko pogosteje steka nazaj po sečevodih proti ledvicam.  Nosečnice sicer nimajo zvišanega tveganja za asimptomatično bacteriurijo, če pa je bacteriurija prisotna, znaša tveganje za okužbo ledvic  25-40 %. Če torej testiranje urina kaže znake okužbe, se zdravljenje priporoča, četudi so simptomi odsotni. Običajno se uporabljata kefaleksin ali nitrofurantoin, ker se na splošno meni, da sta za nosečnice nenevarna. Okužba ledvic med nosečnostjo lahko povzroči prezgodnji porod ali preeklampsijo (visok krvni tlak in okvare ledvic med nosečnostjo, kar lahko pripelje do napadov).